# Močerilarji
Močerilarji (znanstveno ime Proteidae) je družina vodnih dvoživk, ki pripadajo redu repati krkoni (Caudata).
Vsi močerilarji obdržijo vse življenje vejnate zunanje škrge, imajo pa poleg tega 2 popolnoma razviti pljučni krili. Na glavi ne manjkajo samo veke, temveč tudi kosti zgornje čeljusti, tako da živali grizejo samo z medčeljustmi in spodnjo čeljustjo. Vzdolžno iztegnjeno telo nosi 2 para lahno zakrnelih nog z reduciranim številom prstov.
- Rod Necturus (nektur, vodni pes ali blatni kužek)
  - Necturus alabamensis
  - Necturus beyeri
  - Necturus lewisi
  - Necturus louisianensis
  - Necturus maculosus (pisani nektur)
  - Necturus punctatus
- Rod Proteus (močeril)
  - Proteus anguinus (človeška ribica)